# King Lear (1987)
King Lear is een Amerikaanse dramafilm uit 1987 onder regie van Jean-Luc Godard.

## Verhaal
Na Tsjernobyl moet William Shakespeare Junior the Fifth de laatste kunstwerken van de mensheid restaureren. Hij wordt door de misdadiger Don Learo en zijn dochter Cordelia belaagd.

## Rolverdeling
| Acteur           | Personage                            |
| ---------------- | ------------------------------------ |
| Woody Allen      | Mr. Alien                            |
| Freddy Buache    | professor Quentin                    |
| Leos Carax       | Edgar                                |
| Julie Delpy      | Virginia                             |
| Jean-Luc Godard  | professor Pluggy                     |
| Suzanne Lanza    | Suzanne                              |
| Kate Mailer      | zichzelf                             |
| Norman Mailer    | zichzelf                             |
| Burgess Meredith | Don Learo                            |
| Michèle Pétin    | journalist                           |
| Molly Ringwald   | Cordelia                             |
| Peter Sellars    | William Shakespeare Junior the Fifth |